# Chapter One (ресторан)
Chapter One (англ. Chapter One [ча́птер уа́н], в переводе на русский язык — Глава первая) — ресторан на Парнелл-сквер в Дублине. Заведение высокой кухни. Основано в 1992 году. Ресторан удостоен многочисленных наград Ассоциации ресторанов Ирландии и журнала «Еда и вино». Имеет звезду Мишлен.

## История
Ресторан был основан в 1992 году страстным поклонником ирландской кухни — поваром Россом Льюисом, вместе с Мартином Корбетом, на цокольном этаже здания Литературного музея Дублина и Союза писателей Ирландии. Отсюда его название — «Глава первая» и изображение открытой книги на логотипе.
В 1996—2001 годах гид Мишлен присваивал заведению знак «Красный М», что означает «хорошая еда по разумной цене». В 2007 году ресторан получил первую и пока единственную звезду Мишлен. Заведение неоднократно удостаивалось наград Ассоциации ресторанов Ирландии в номинациях:
- «Лучший ресторан» (2003, 2006, 2007, 2009, 2010, 2011, 2012, 2017)[1];
- «Лучший повар» (2008);
- «Лучший повар Дублина» (2009);
- «Лучший ресторан Дублина» (2009);
- «Лучшая винная карта» (2009).

Точно также ресторан неоднократно удостаивался наград журнала «Еда и вино» в номинациях:
- «Лучший ресторан» (2006, 2009, 2010);
- «Лучший ресторан Дублина» (2008);
- «Лучший повар» (2009, 2010, 2012, 2017)[1];
- «Лучший сомелье» (2009).

В 2006 и 2008 годах заведение удостаивалось звания «Ресторана года» по версии журнала «Дублинец». В 2007—2008 годах ресторан был полностью отремонтирован и модернизирован, согласно новым требованиям к условиям труда и гигиены. Мартин Корбет отошёл от дел, и Росс Льюис некоторое время управлял заведением один. В 2015 году он издал книгу «Глава первая. История ирландской кухни».
21 мая 2021 года в «Ирландских номерах» появилось сообщение о том, что повар Микаэль Вильянен вступил в деловое партнерство с Россом Льюисом. Вильянен стал новым шеф-поваром ресторана, а Льюис остался его совладельцем.